# Бінжервіль
Бінжервіль (фр. Bingerville) — місто на південному сході Кот-д'Івуару. Це передмістя Абіджана і одна з чотирьох супрефектур Абіджанського автономного округу. Бінжервіль також є комуною. Колишнє ринкове місто було столицею Кот-д'Івуару з 1900 по 1934 рік після Гран-Бассам і до Абіджана. Його назва походить від імені французького губернатора Луї-Гюстава Бінгера. Бінжервіль розташований у лагуні Ебріе, приблизно за 20 кілометрів на схід від центру столиці Абіджана. Тут, разом з Іво Елеру в південній Нігерії, знаходиться одна з двох найважливіших археологічних пам’яток у Західній Африці, де сучасні люди (homo sapiens), безумовно, жили між 25 000 і 13 000 років до нашої ери.